# Marguerite de Rohan (v. 1330-1406)
Marguerite de Rohan (vers 1330-1406), noble bretonne issue de la famille de Rohan, est la fille d'Alain VII de Rohan et de Jeanne de Rostrenen, et successivement l'épouse de Jean de Beaumanoir, maréchal de Bretagne et héros du combat des Trente, puis d'Olivier V de Clisson, connétable de France.

## Biographie

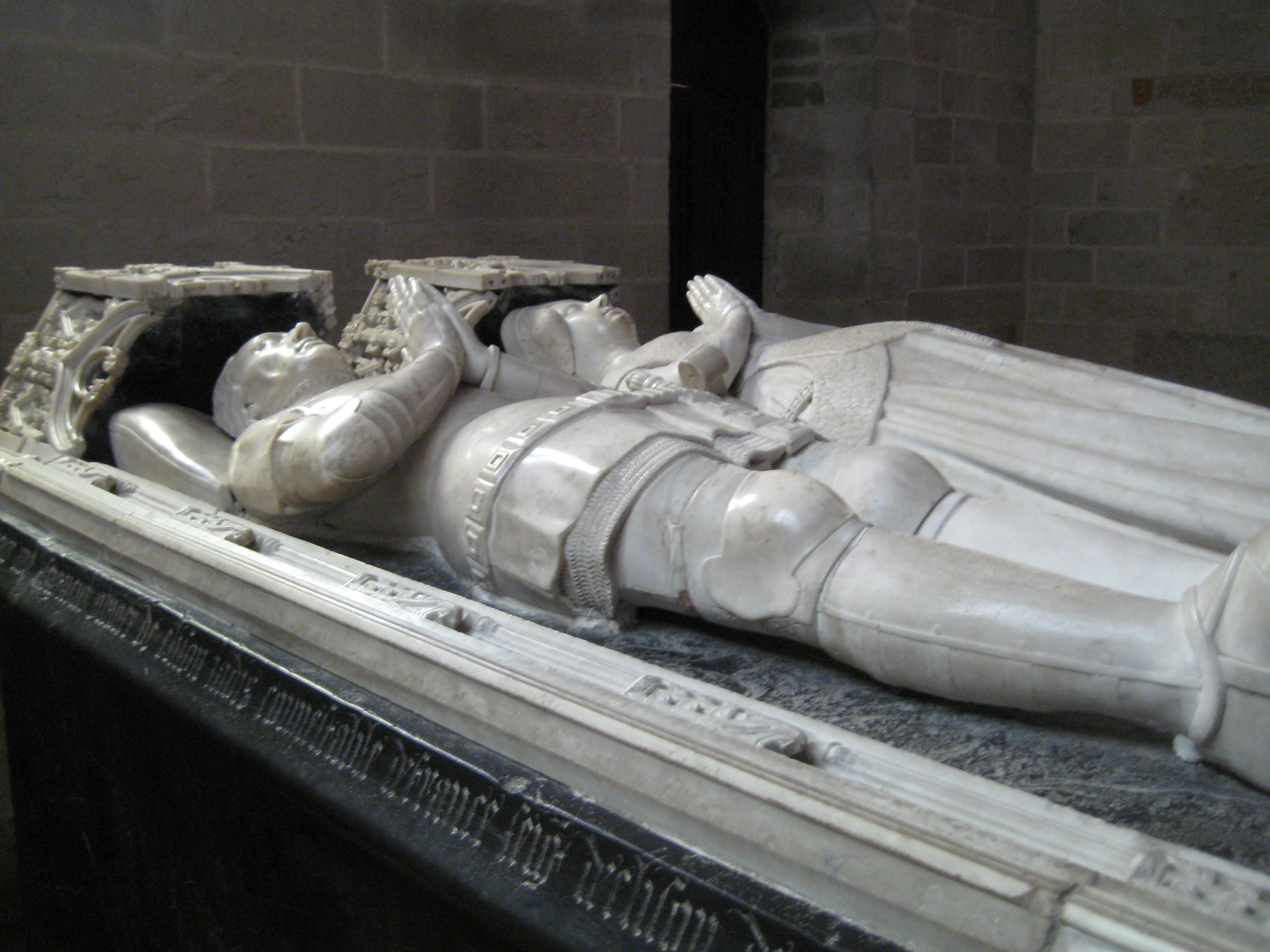
Gisants d'Olivier de Clisson et Marguerite de Rohan.

Marguerite de Rohan est la fille du vicomte Alain VII de Rohan et de Jeanne de Rostrenen, dame de Guémené-Guégant. Elle épouse en 1356 Jean de Beaumanoir, maréchal de Bretagne et héros du combat des Trente, avec qui elle a trois enfants. Elle s'unit en secondes noces à Olivier V de Clisson, connétable de France, vers 1378.
Son union avec Olivier de Clisson contribue à l'accroissement de la puissance de ce dernier face au duc Jean IV de Bretagne. Marguerite influence Olivier V à la fin de sa vie dans le domaine spirituel, encourageant son mari à procéder à l'église Notre-Dame-du-Roncier à Josselin, où elle est enterrée en 1406. Le cénotaphe, commun avec Olivier de Clisson, profané en 1793, ne contient plus son corps, mais est toujours visible au XXIe siècle. Il présente les gisants de Marguerite de Rohan et Olivier de Clisson.

## Pour approfondir